# Leonardo de Ferrari

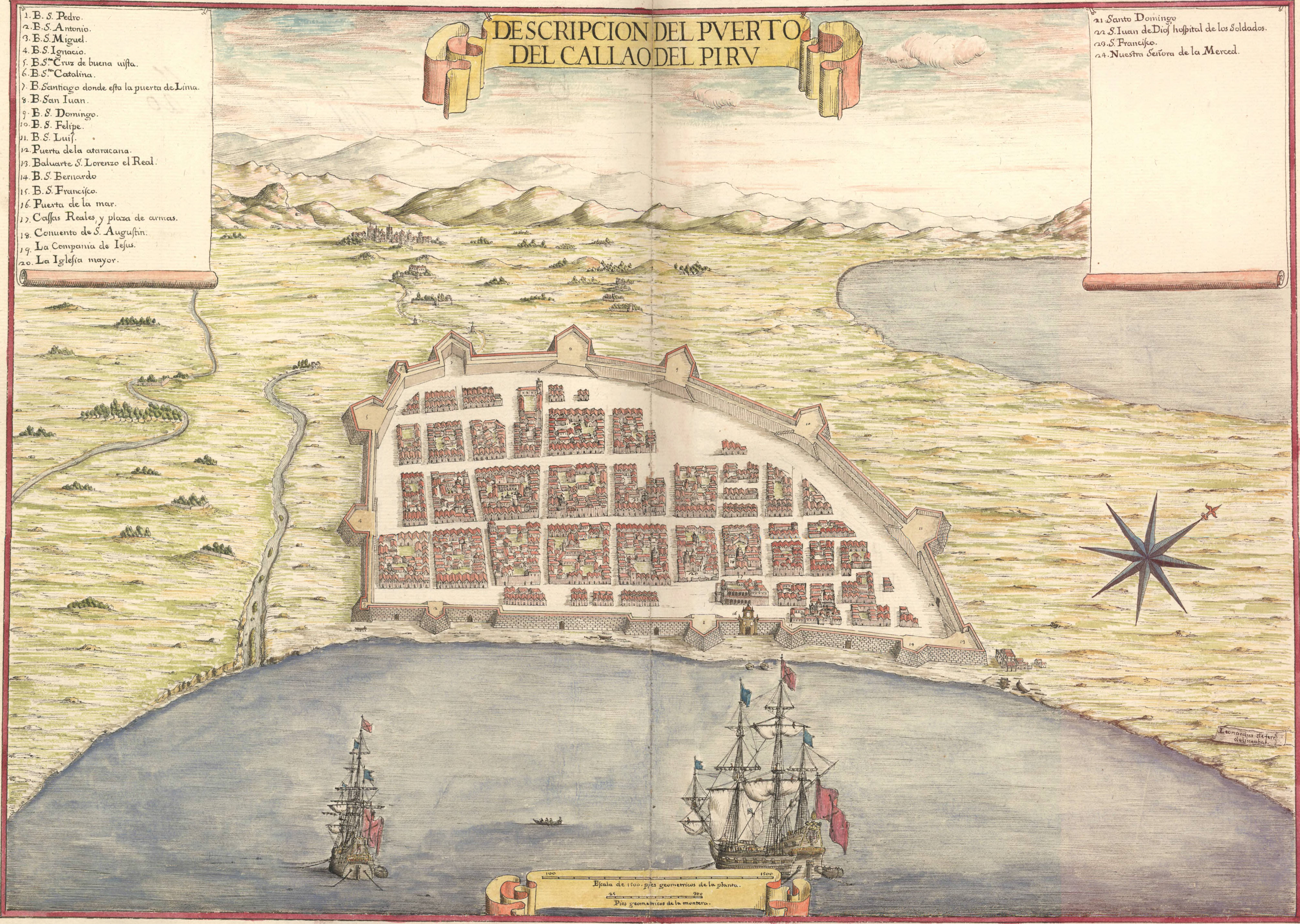
Karte von Callao (Peru)
von Leonardo de Ferrari

Leonardo de Ferrari, von seinen Kollegen auch Leonardino genannt (geb. vor 1650; gest. nach 1655), war ein italienischer Maler, Zeichner und Karikaturist aus Bologna. 

## Leben
Ferrari war Schüler von Lucío Massari der Bologneser Schule. Mitte des 17. Jahrhunderts wurde Ferrari, so wie zahlreiche seiner Kollegen aus Bologna, nach Madrid angeworben. Er arbeitete seit etwa 1650 bis 1655 für den spanischen Politiker und Kunstsammler Gaspar de Haro y Guzmán, Marquis von Heliche, an der Erstellung des so genannten Atlas des Marquis von Heliche. Dieses bedeutende, epochale Werk mit 133 Zeichnungen wurde infolge von Geheimhaltung und anschließendem Vergessen erst 2001 wiederentdeckt und 2004 erstmals veröffentlicht. Aus seiner Zeit in Madrid sind keine anderen Werke bekannt. In Bologna finden sich religiöse Werke in einigen Kirchen und Konventen. Er zeichnete auch Karikaturen einfacher Leute im Karneval und in sogenannten obszönen Posen. Bisher (Stand 2007) sind keine detaillierteren biografischen Angaben von ihm bekannt.